# آرایش‌های داوطلبان آذربایجانی اس‌اس
واحد داوطلبان آذربایجانی اس‌اس متشکل از آذربایجانی‌های ساکن شوروی بود که ابتدا برای ارتش سرخ خدمت می‌کردند و پس از اسارت به آلمان نازی پیوستند.

## خاستگاه
در نوامبر ۱۹۴۳ میلادی هیملر با ایجاد یک واحد ترکی در اس‌اس موافقت نمود. سپس در ملاقاتی با مفتی اعظم قدس، محمد امین الحسینی او هم تشکیلات اس‌اس ترکی را تأیید نمود و گفت که از رهبری معنوی برای ایجاد این واحد استفاده خواهد کرد.

## هنگ مسلمانان شرقی اس‌اس
در تلاش برای ساخت یک واحد بزرگ از ترکان مسلمان در اس‌اس بالاخره یگانی با نام هنگ مسلمانان شرقی اس‌اس (Ostmuselmanisches) ایجاد شد و قرار شد تا ورماخت واحدهایی را که پیشتر از داوطلبان ترک ساخته بود را منحل نماید. اما در این زمان بسیاری از این ترک‌ها به آلمان‌نازی نیز خیانت کرده و به نیروهای ضدنازی مانند جنبش مقاومت لهستان در جنگ جهانی دوم پیوسته بودند.
به همین دلیل موج سربازگیری جدید از اسرای شوروی در اردوگاه‌های آلمان شروع شد که در نتیجه آن سه هزار نفر ترکستانی، آذربایجانی، قرقیز، قزاق، ازبک و حتی تاجیک به این واحد پیوستند. آموزش و فرماندهی این نفرات به عهده افسران آلمانی بود اما کمبود سازوبرگ نظامی آموزش را بسیار کند می‌کرد. به هر حال در اکتبر سال ۱۹۴۴ میلادی این هنگ با استعداد ۴ هزار نفر در سه گردان ایجاد شد. اوبراشتورمبان‌فورر آندراس مایر-مادر به فرماندهی آن گماشته و برای ادامه آموزش و کمک در شورش پارتیزان‌ها به بلاروس فرستاده شد.
این واحد روزگار بدی را در بلاروس گذراند. روحیه و آموزش سربازان بسیار پایین بود، فرمانده مایر-مادر درگیری با پارتیزان‌ها کشته شد و ۷۸ نفر از نیروهای یگان به جرم نافرمانی تیرباران شدند. این شرایط هیملر را عصبانی نمود و او فرماندهی یگان را جایگزین کرد. سپس باقی‌مانده این واحد به لشکر سی و ششم وافن-گرندیر اس‌اس پیوست.

## مشارکت در سرکوب قیام ورشو

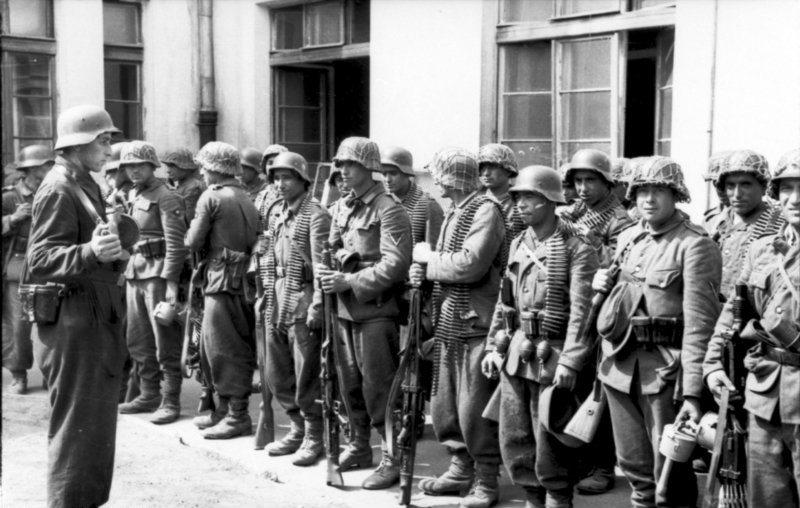
سربازان اس‌اس آذربایجانی‌ها در هنگام قیام ورشو

در قیام ورشو یکی از واحدهایی که توسط آلمانی‌ها برای سرکوب این شورش فرستاده شد اس‌اس آذربایجانی‌ها بود. در جریان سرکوب این شورش جنایتی به نام کشتار وولا رخ داد که در آن ۴۰ هزار غیرنظامی لهستانی کشته شدند. واحد اس‌اس متشکل از آذربایجانی‌ها هم یکی از واحدهایی بود که در این پاکسازی نقش داشت.

## دسته‌های جنگی ترک شرقی در اس‌اس
پس از سرکوب قیام ورشو، واحدهای ترک اس‌اس در اکتبر ۱۹۴۴ میلادی به اوکراین و اسلواکی فرستاده شدند. این واحدها در سه گردان براساس تفاوت‌های نژادی سازمان‌دهی شدند. یک گردان متشکل از ترکستانی‌ها بود، یک گردان از آذربایجانی‌ها، یک گردان هم از ایدل-اورال. هر گردان شامل شش گروهان بود. هنگ مسلمانان شرقی اس‌اس منحل شد و یگانی به نام دسته‌های جنگی ترک شرقی در اس‌اس (Osttürkische Waffen-Verbände der SS) تأسیس شد. نیروهای آذربایجانی به دسته‌های جنگی قفقازی در اس‌اس فرستاده شدند و در دسامبر ۱۹۴۴ فرماندهی این واحد به اشتاندارتن‌فورر هارون‌الرشید بیگ سپرده شد.
با پیوستن داوطلبان جدید نیروهای دسته‌های جنگی ترک شرقی در اس‌اس از ۵۰۰۰ نفر در ژانویه ۱۹۴۳ میلادی تا ۸۵۰۰ در مه افزایش یافت. با تضعیف رایش سوم تمام پایبندی‌های اس‌اس در پذیرش نیرو از میان رفت، هرکسی که می‌توانست راه برود و شلیک کنند گزینه مناسبی را عضویت در اس‌اس بود.
اس‌اس‌های ترک در مارس ۱۹۴۵ میلادی به مراته در بیست کیلومتری شمال میلان فرستاده شدند تا از این منطقه در برابر پارتیزان دفاع کنند. این یگان اما بسیار ضعیف بود و وارد درگیری نبود، فرمانده آن در ۲۶ آوریل ۱۹۴۵ میلادی پیمان تسلیم را با پارتیزان‌های محلی امضا کرد و یگان در پادگان می‌ماند تا نیروهای آمریکایی برسند و آن‌ها را به اسارت بگیرند. این اتفاق در ۳۰ آوریل ۱۹۴۵ میلادی رخ داد و تمام یگان خود را تسلیم لشکر ۱ زرهی (ایالات متحده آمریکا) نمود.

## دسته‌های جنگی قفقازی در اس‌اس
هنگام آموزش در اسلواکی شایعاتی مبنی بر انتقال واحد آذربایجانی‌ها به ارتش آزادی‌بخش روسیه منتشر شد که تأثیر بسیار بدی بر روحیه سربازان داشت. در شب کریسمس ۴۵۰ تن از آذری‌ها فرار کردند که بعداً ۳۰۰ نفر دوباره دستگیر شده و به یگان خود بازگشتند. مدتی بعد واحد آذربایجانی‌ها از دسته‌های جنگی ترک شرقی در اس‌اس جدا شده و به دسته‌های جنگی قفقازی در اس‌اس پیوست.
دسته‌های جنگی قفقازی در اس‌اس متشکل از داوطلبانی بود که از ناحیه قفقاز می‌آمدند. برای ادامه آموزش این واحد در ژانویه ۱۹۴۵ میلادی به پالوتسا در شمال ایتالیا منتقل شد و همان‌جا باقی ماندند تا هنگامی که نیروهای انگلیسی رسیده و بدون مقاومت این واحد را اسیر کردند.